# Lacida renifera
Lacida renifera är en fjärilsart som beskrevs av Swinhoe 1895. Lacida renifera ingår i släktet Lacida och familjen tofsspinnare. Inga underarter finns listade i Catalogue of Life.